# Margarete Wallmann
Margarete Wallmann, także Margarita (ur. 22 czerwca 1904 w Wiedniu, zm. 2 maja 1992 w Monte Carlo) – austriacka tancerka baletowa i choreografka.

## Życiorys
Kształciła się w szkołach baletowych w Berlinie i Monachium oraz u Mary Wigman w Dreźnie. Początkowo była tancerką w zespole Opery Wiedeńskiej, jednak na skutek kontuzji musiała zrezygnować z tańca i zajęła się reżyserią. Od 1929 roku kierowała berlińskim oddziałem szkoły baletowej Mary Wigman, rok później z zespołem Tänzer-Kollektiv wystąpiła w Monachium u boku Teda Shawna. W latach 1931–1939 przygotowywała choreografie na festiwalu w Salzburgu, w 1936 roku na prośbę Bruno Waltera wyreżyserowała przedstawienie Orfeusza i Eurydyki Ch.W. Glucka. Przygotowywała także choreografię baletową w Operze Wiedeńskiej, mediolańskiej La Scali (1936–1938) oraz Teatro Colón w Buenos Aires (1938–1948). Realizowała przedstawienia dla czołowych scen światowych, współpracowała m.in. z Herbertem von Karajanem, Marią Callas, Renatą Tebaldi, Joan Sutherland i Montserrat Caballé.
W 1976 roku opublikowała swoje wspomnienia pt. Les balcons du ciel.